# Obrima pyaloides
Obrima pyaloides är en fjärilsart som beskrevs av Walker 1856. Obrima pyaloides ingår i släktet Obrima och familjen nattflyn. Inga underarter finns listade i Catalogue of Life.